# Diadegma nigrum
Diadegma nigrum là một loài tò vò trong họ Ichneumonidae.